# Női snowboard halfpipe a 2010. évi téli olimpiai játékokon
A 2010. évi téli olimpiai játékokon a snowboard női halfpipe versenyszámát február 18-án rendezték West Vancouverben. Az aranyérmet az ausztrál Torah Bright nyerte meg. A versenyszámban nem vett részt magyar versenyző.

## Eredmények
A selejtezőből az első hat versenyző közvetlenül a döntőbe jutott. A 7–18. helyezettek az elődöntőbe kerültek. Az elődöntőből az első 12 versenyző jutott a döntőbe. Valamennyi szakaszban két futamot rendeztek, a két futam közül a versenyzők jobb eredményeit vették figyelembe a rangsorolásnál. A jobb eredmények vastag betűvel szerepelnek. A rövidítések jelentése a következő:
- QF: a döntőbe jutott
- QS: az elődöntőbe jutott

### Selejtező
| Hely. | R  | Versenyző         | Nemzet                 | 1. futam | 2. futam | Mj |
| ----- | -- | ----------------- | ---------------------- | -------- | -------- | -- |
| 1.    | 1  | Torah Bright      | Ausztrália (AUS)       | 41,3     | 45,8     | QF |
| 2     | 12 | Kelly Clark       | Egyesült Államok (USA) | 45,4     | 13,6     | QF |
| 3.    | 22 | Queralt Castellet | Spanyolország (ESP)    | 44,3     | 19,9     | QF |
| 4.    | 14 | Hannah Teter      | Egyesült Államok (USA) | 39,7     | 42,7     | QF |
| 5.    | 6  | Gretchen Bleiler  | Egyesült Államok (USA) | 36,6     | 40,2     | QF |
| 6.    | 4  | Szun Cse-feng     | Kína (CHN)             | 38,2     | 39,9     | QF |
| 7.    | 15 | Holly Crawford    | Ausztrália (AUS)       | 38,6     | 39,5     | QS |
| 8.    | 3  | Elena Hight       | Egyesült Államok (USA) | 35,7     | 37,9     | QS |
| 9.    | 10 | Jamaoka Szóko     | Japán (JPN)            | 34,8     | 37,0     | QS |
| 10.   | 26 | Mercedes Nicoll   | Kanada (CAN)           | 31,1     | 34,6     | QS |
| 11.   | 8  | Sophie Rodriguez  | Franciaország (FRA)    | 30,1     | 34,5     | QS |
| 12.   | 7  | Liu Csia-jü       | Kína (CHN)             | 26,3     | 33,3     | QS |
| 13.   | 28 | Ursina Haller     | Svájc (SUI)            | 28,3     | 31,9     | QS |
| 14.   | 11 | Nakasima Siho     | Japán (JPN)            | 31,4     | 12,3     | QS |
| 15.   | 16 | Sarah Conrad      | Kanada (CAN)           | 14,4     | 31,2     | QS |
| 16.   | 30 | Kendall Brown     | Új-Zéland (NZL)        | 11,4     | 29,5     | QS |
| 17.   | 9  | Šárka Pančochová  | Csehország (CZE)       | 15,4     | 28,1     | QS |
| 18.   | 21 | Cilka Sadar       | Szlovénia (SLO)        | 18,2     | 26,8     | QS |
| 19.   | 29 | Lisa Wiik         | Norvégia (NOR)         | 23,0     | 26,5     |    |
| 20.   | 19 | Mirabelle Thovex  | Franciaország (FRA)    | 14,6     | 24,0     |    |
| 21.   | 23 | Rebecca Sinclair  | Új-Zéland (NZL)        | 14,7     | 23,7     |    |
| 22.   | 5  | Kjersti Buaas     | Norvégia (NOR)         | 20,6     | 21,8     |    |
| 23.   | 13 | Caj Hszüe-tung    | Kína (CHN)             | 14,1     | 19,3     |    |
| 24.   | 27 | Juliane Bray      | Új-Zéland (NZL)        | 17,8     | 15,5     |    |
| 25.   | 25 | Manuela Pesko     | Svájc (SUI)            | 12,2     | 17,5     |    |
| 26.   | 24 | Palmer Taylor     | Kanada (CAN)           | 12,9     | 13,7     |    |
| 27.   | 20 | Linn Haug         | Norvégia (NOR)         | 11,5     | 12,8     |    |
| 28.   | 17 | Paulina Ligocka   | Lengyelország (POL)    | 10,9     | 11,1     |    |
| 29.   | 2  | Okada Rana        | Japán (JPN)            | 7,2      | 2,7      |    |
| 30.   | 18 | Lesley McKenna    | Nagy-Britannia (GBR)   | 5,1      | 2,8      |    |

### Elődöntő
| Hely. | R  | Versenyző        | Nemzet                 | 1. futam | 2. futam | Mj |
| ----- | -- | ---------------- | ---------------------- | -------- | -------- | -- |
| 1.    | 15 | Holly Crawford   | Ausztrália (AUS)       | 17,3     | 41,7     | QF |
| 2.    | 7  | Liu Csia-jü      | Kína (CHN)             | 41,1     | 36,2     | QF |
| 3.    | 26 | Mercedes Nicoll  | Kanada (CAN)           | 40,1     | 28,5     | QF |
| 4.    | 3  | Elena Hight      | Egyesült Államok (USA) | 37,1     | 10,8     | QF |
| 5.    | 8  | Sophie Rodriguez | Franciaország (FRA)    | 36,9     | 9,5      | QF |
| 6.    | 28 | Ursina Haller    | Svájc (SUI)            | 35,4     | 31,9     | QF |
| 7.    | 11 | Nakasima Siho    | Japán (JPN)            | 34,9     | 15,2     |    |
| 8.    | 9  | Šárka Pančochová | Csehország (CZE)       | 34,4     | 24,9     |    |
| 9.    | 30 | Kendall Brown    | Új-Zéland (NZL)        | 33,3     | 28,2     |    |
| 10.   | 10 | Jamaoka Szóko    | Japán (JPN)            | 30,6     | 24,9     |    |
| 11.   | 21 | Cilka Sadar      | Szlovénia (SLO)        | 30,1     | 21,5     |    |
| 12.   | 16 | Sarah Conrad     | Kanada (CAN)           | 17,8     | 21,4     |    |

### Döntő
| Hely. | R  | Versenyző         | Nemzet                 | 1. futam      | 2. futam   |
| ----- | -- | ----------------- | ---------------------- | ------------- | ---------- |
| Arany | 1  | Torah Bright      | Ausztrália (AUS)       | 5,9           | 45,0       |
| Ezüst | 14 | Hannah Teter      | Egyesült Államok (USA) | 42,4          | 39,2       |
| Bronz | 12 | Kelly Clark       | Egyesült Államok (USA) | 25,6          | 42,2       |
| 4.    | 7  | Liu Csia-jü       | Kína (CHN)             | 39,3          | 34,9       |
| 5.    | 8  | Sophie Rodriguez  | Franciaország (FRA)    | 34,4          | 8,3        |
| 6.    | 26 | Mercedes Nicoll   | Kanada (CAN)           | 34,3          | 2,9        |
| 7.    | 4  | Szun Cse-feng     | Kína (CHN)             | 29,8          | 33,0       |
| 8.    | 15 | Holly Crawford    | Ausztrália (AUS)       | 23,9          | 30,3       |
| 9.    | 28 | Ursina Haller     | Svájc (SUI)            | 27,9          | 18,1       |
| 10.   | 3  | Elena Hight       | Egyesült Államok (USA) | 24,6          | 16,0       |
| 11.   | 6  | Gretchen Bleiler  | Egyesült Államok (USA) | 11,0          | 14,7       |
| 12.   | 22 | Queralt Castellet | Spanyolország (ESP)    | nem ért célba | nem indult |